# كولونيا

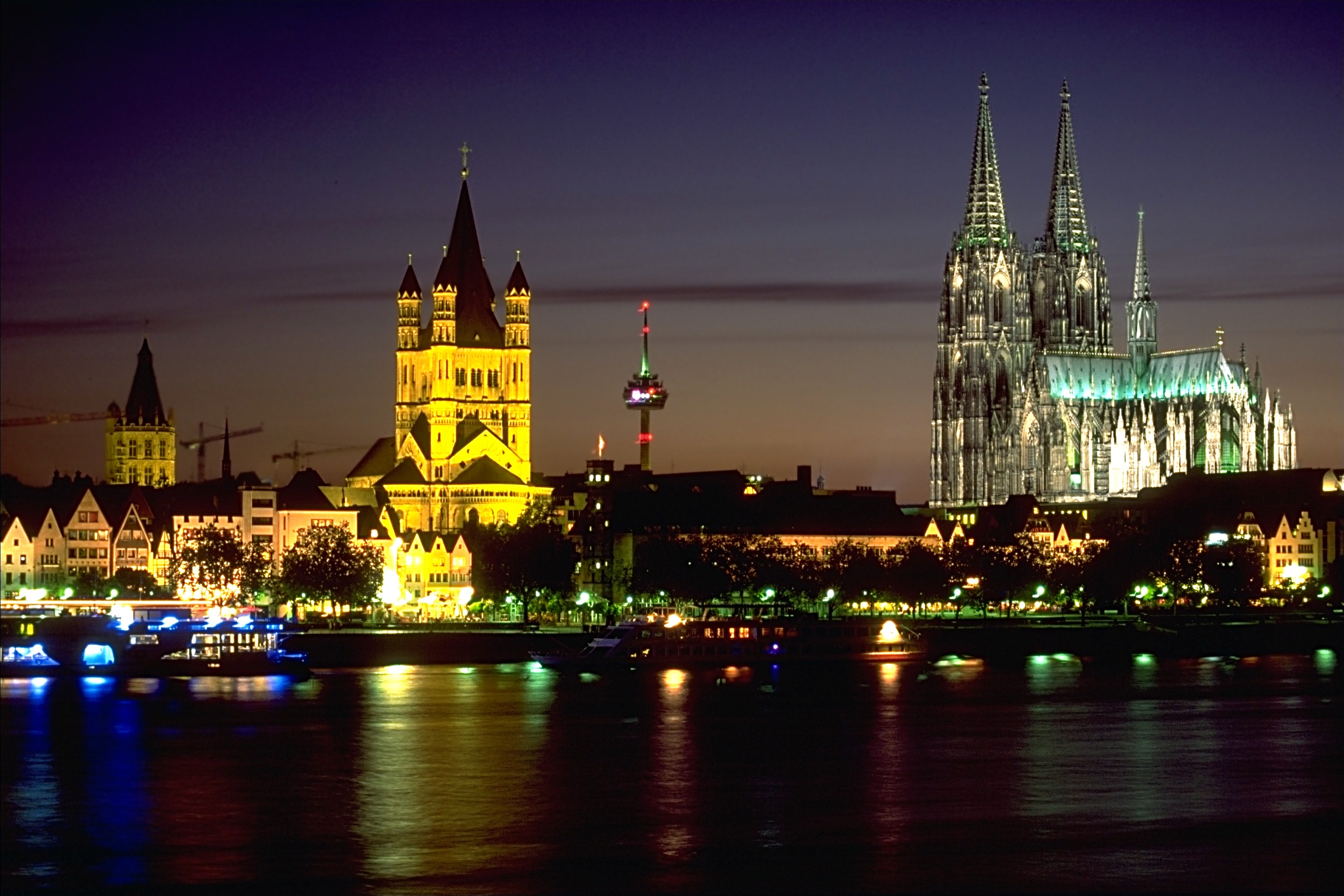
منظر للمدينة ونهر الراين في الليل، تظهر كاتدرائية كولونيا في يمين الصورة

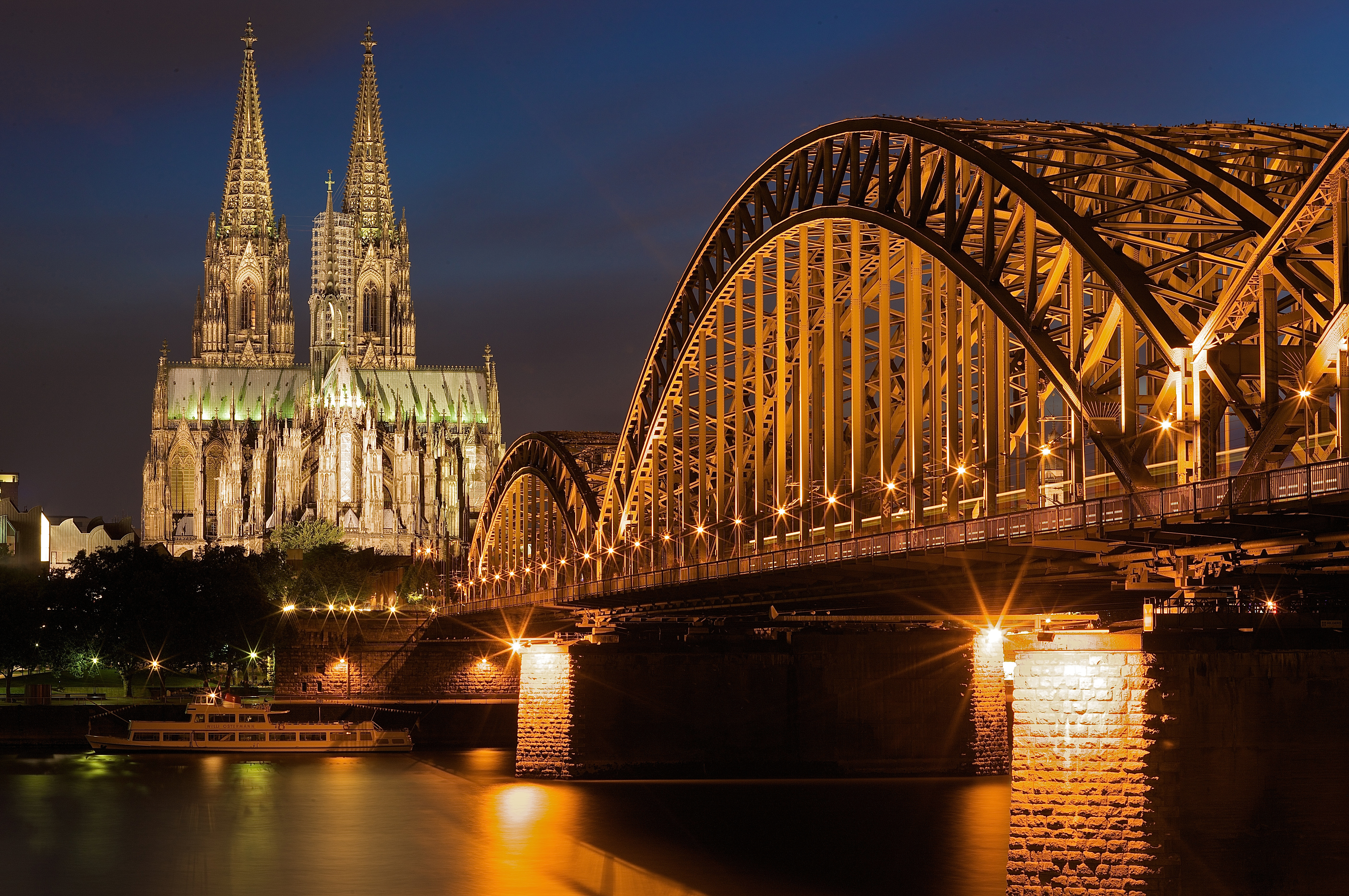
منظر للكتدرائية كولونيا

كولونيا أو قُلُونِيَة (بالألمانية: Köln كولن) هي مدينة في ولاية شمال الراين-فيستفالن في غرب ألمانيا. يبلغ عدد سكانها حوالي 1.034.175 نسمة (إحصاءات عام 2013)، لتكون بذلك رابع أكبر مدن ألمانيا بعد برلين وهامبورغ وميونخ. تقع مدينة كولونيا على نهر الراين بين مدينتي بون ودوسلدورف. أهم معالمها كاتدرائية كولونيا، التي يعود تاريخها إلى العصر الروماني والمدرجة على قائمة اليونسكو للتراث العالمي. تعتبر كولونيا من أكبر المراكز التعليمية في غرب ألمانيا بسبب وجود جامعة كولونيا وجامعة كولونيا للعلوم التطبيقية والعديد من المراكز التعليمية والبحثية الأخرى، كما أن بها مقر المكتب الحكومي الفيدرالي الألماني لحماية الدستور. تحتضن مدينة كولونيا أكبر عدد من محطات التلفزيون والراديو في ألمانيا. كما أن بها حوالي 60 دار نشر، 200 مطبعة، كما أن 70 صحيفة ومجلة تصدر يوميا من المدينة لجميع أنحاء ألمانيا وأوروبا. حي ميديابارك في شمال غرب المدينة يأوي عدد كبير من شركات الحاسوب والبرمجة والاتصالات. من أهم أحداثها الثقافية مهرجان الراين للتنكر الذي يقام سنويا في شهر فبراير. تأتي تسمية ماء الكولونيا للحلاقة نسبة إلى مدينة كولونيا. يقام سنويا فيها مهرجان للشكولاته.
من أهم معالم المدينة الأخرى:
- كاتدرائية كولونيا
- المتحف الروماني - الجرماني
- مبنى البلدية
- كنيسة مارتن
- كنيسة القديس غيريون
- متحف الشوكولاتة

ساهم الموقع المناسب على نهر الراين والطرق الواصلة بين الشرق والغرب بالإضافة إلى قوة الإمبراطورية الرومانية المقدسة انذاك في نشأة المدينة وتقدمها.

## الجغرافيا
تمتد المدينة على مساحة 405,17 كيلومتر مربع. أما بالنسبة للموقع الجغرافي للمدينة بالنسبة لخطوط الطول ودوائر العرض فتقع القمة الشمالية للكاتدرائية عند دائرة عرض 50° 56′ 33″ , شمالا وخط طول 6° 57′ 32″ شرقا. وتقع أعلى نقطة بارتفاع 118,04 عند منطقة Monte Troodelöh في غابة الملك (بالالمانية Königsforst). أما أخفض نقطة فتقع عند منطقة Worringer Bruch بارتفاع 37,5 متر فوق مستوى سطح البحر.
تساعد قلة التبادل الهوائي بين المدينة والمناطق المحيطة في زيادة دفئ المدينة، وبسبب تبخر مياه الراين بسبب قلة التبادل الهوائي تتمتع كولونيا غالبا بارتفاع في نسبة الرطوبة في الجو وهو ما يسبب جو رطب «مزعج» بالإضافة إلى العديد من العواصف الجوية.
تقع كولونيا في منطقة تعتبر معبر بين المناخ البحري والمناخ القاري وتتميز بشتاء معتدل شتاءا (حيث متوسط درجة الحرارة في شهر يناير 2,4 سيليزية) وصيف حار (حيث متوسط درجة الحرارة في تموز 18,3 سيليزية) ويبلغ معدل سقوط الأمطار 798 مليمتر سنويا.

### التقسيمات الإدارية
تنقسم كولونيا إلى 9 بلديات (Stadtbezirke) و86 حيا (Stadtteile):
هذه البلديات مميزة بارقام من الواحد إلى التسعة أما الاحياء الستة والثمانون فهي مرقمة بالشكل التالي: 101-105، 201-213، 301-309، 401-406، 501-507، 601-612، 701-706، 801-809، و901-909. حيث يمثل الرقم في رتبة المئات رقم البلدية. ومع ذلك فإنه لا توجد علاقة بين رقم المنطقة والرمز البريدي لها.
ينقسم سكان كولونيا إلى إلى عدة أعراق يهتم أفرادها بالمحافظة على عادات وتقاليد القرى التي ينحدرون منها، كما يتميز سكان كولونيا الأصليين بالاهتمام بالعلاقات الاجتماعية مع السكان المنحدرين من نفس مناطقهم. ويسكن 63 بالمئة من سكان كولونيا في الجزء الأيسر للنهر، حيث يقع الجزء التاريخي للمدينة.
كولونيا والراين
يدخل نهر الراين مدينة كولونيا من جهة الجنوب عند منطقة غودورف ويطلق عليه عند تلك المنطقة تسمية (الراين السفلي) ويغادرها عند منطقة فورنغن. يبلغ انحدار الراين تقريبا 0,2 نسبة ألفية. ويمكن معرفة ارتفاع نهر الراين من خلال ساعة القياس الموجودة في الجزء الشمالي من المدينة القديمة والمسماة بالألمانية (Pegels Köln). ويبلغ ارتفاع النهر في الوضع الطبيعي 3,48 متر.
تعرضت كولن للعديد من الفيضانات بسبب الراين، اسوأها كان فيضان عام 1784، حيث تسبب الشتاء الطويل والقفزة المفاجئة لدرجات الحرارة بذوبان سريع للثلوج وتكسر صفائح كاملة من الجليد وأدّى ذلك إلى ارتفاع مستوى سطح النهر إلى 13,55 مترا، حيث غمرت مياه الفيضان والصفائح الجليدية الطافية ضفتي النهر وتسببت بجرف العديد من السفن وتحطيم بعض المباني كما قتل 65 شخصا ودُمرت مدينة مولهايم الواقعة على الجانب الأيمن لنهر الراين بشكل كامل.
في القرن العشرين وبسبب فيضانات القرن - التي حصلت في عام 1926، 1993 و1995 - وصل مستوى سطح مياه النهر إلى 10,69 مترا، كما تعرض الراين مرات عدة إلى مواسم جفاف حيث وصل مستوى سطح النهر عند الساعة الثامنة من صباح يوم 20 سبتمبر من عام 2003 إلى 0,80 متر. وبذلك تم كسر أقل مستوى لسطح الماء في نهر الراين عندما بلغ 0,00 مترا والمسجل عام 1947، ويجدر الإشارة إلى أنَّ آلية قياس مستوى سطح النهر تُحسب بطرح 1 من المستوى الحقيقي، أي أنه عندما يكون مستوى سطح النهر المسجل 0,00 مترا فإن ارتفاع مستوى سطح النهر الحقيقي يبلغ 1 متر. وعلى عكس نهر الإلبه حيث تتوقف الملاحة كليا في النهر عند انخفاض مستوى سطح المياه، فإن الملاحة في نهر الراين تتأثر جزئيا بذلك.

### الوقاية من الفيضانات

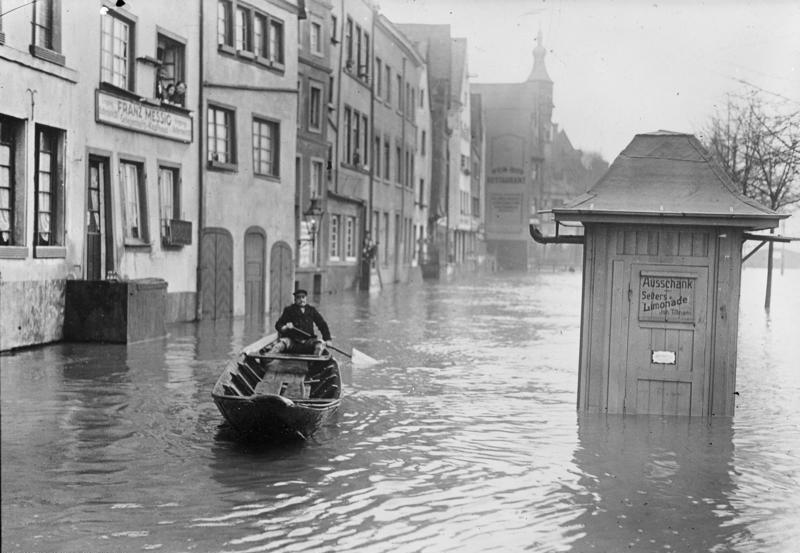
فيضان عام 1930 الذي ضرب كولونيا

تتأثر كولونيا بصورة منتظمة بالفيضانات من نهر الراين، وتعتبر المدينة الأكثر تضررا من الفيضانات في أوروبا  تمتلك المدينة نظام (Stadtentwässerungsbetriebe Köln, (كولونيا لعمليات التصريف في المناطق الحضرية) ويشمل نظام مراقبة الفيضانات، الجدران الدائمة والمتنقلة، الحماية من ارتفاع منسوب المياه في المباني القريبة من ضفاف النهر، نظم الرصد والتنبؤ، محطات ضخ المياه، وبرامج لحماية السهول الفيضية وضفاف الأنهار. وقد أعيد تصميم النظام بعد فيضان عام 1993 الذي أسفر عن خسائر فادحة.

## الحياة البرية والطبيعة
تحتوي كولونيا على مساحات خضراء كبيرة، الاجزاء الموجودة داخل المدينة صُممت كحدائق عامة اما الاجزاء الواقعة خارج المدينة فهي غابات مُستغلة اقتصاديا. بالإضافة إلى ذلك توجد في كولونيا 22 محمية طبيعية منها خليج فورنغر (بالالمانية Worringer Bruch) الواقع على الضفة اليسرى للراين شمال كولونيا والذي يشكل موطنا للعديد من الحيوانات والنباتات النادرة. اما على الصفة اليمنى للراين يوجد العديد من البراح والغابات منها غابة الملك (بالالمانية Königsforst) والتي تعتبر محمية طبيعية. بالعموم تمتلك كولونيا أكبر مساحة من الغابات بالنسبة لعدد السكان قياسا بباقي مدن مقاطعة شمال الراين - ويستفاليا، حيث تبلغ مساحة الغابات حوالي ستة الاف هكتار (حوالي 15% من مساحة المدينة).
اما الحيوانات فلها تأثيراتها على ثقافة المدينة، بجانب الفئران والجرذان والحمام - التي يعتبرها السكان وباءا - تتواجد اعداد كبيرة من حيوان الثعلب الأحمر الذي يمكن مشاهدته في الحدائق العامة والاجزاء الداخلية من المدينة. كما استوطنت في الاجزاء الخضراء من كولونيا وبسبب اعتدال الطقس العديد من الحيوانات منها طير الباراكيت الأخضر وببغاء ألكساندرين.

## التركيبة السكانية
كولونيا هي رابع أكبر مدينة في ألمانيا من حيث السكان بعد برلين، هامبورغ، ميونيخ. اعتبارا من 30 يونيو 2010, بلغ التعداد الرسمي نحو 1,000,660 نسمة. كولونيا هي مركز لمنطقة كولونيا /بون البالغة حوالي 3 ملايين نسمة (بما في ذلك المدن المجاورة لبون، هوت، ليفركوزن، وبرجيش جلادباخ).
وفقا للإحصاءات المحلية، في عام 2006 كانت الكثافة السكانية في المدينة 2,528 نسمة/كيلو متر مربع. وقد هاجر 31.4 ٪ من السكان هناك، و 17.2 في المئة من سكان كولونيا هم غير ألمان، وأكبر مجموعة منهم هم الاتراك المقدرين بحوالي 6.3 في المئة من مجموع السكان. بحلول شهر سبتمبر من عام 2007, كان هناك 120,000 مسلم يعيشون في كولونيا، معظمهم من أصل تركي.
انتقل من المدينة 15.5% تحت سن 18 عام، 67.0% من 18 إلى 64, و17.4% من من تجاوزت اعمارهم 65 عام فاكثر.

## ناطحات السحاب
| ناطحة سحاب        | صورة | ارتفاع (بالمتر) | طوابق | سنة  | عنوان                       | ملاخظات |
| ----------------- | ---- | --------------- | ----- | ---- | --------------------------- | --- |
| برج كولونيا       |      | 148.5           | 43    | 2001 | ميديابارك 8, Neustadt-Nord  | (literally: Cologne Tower), Cologne's second tallest building at 165.48 متر (542.91 قدم) in height, second only to the Colonius telecommunication tower. The 30th floor of the building has a restaurant and a terrace with 360° views of the city. |
| دار كولونيا       |      | 147             | 45    | 1973 | An der Schanz 2, Riehl      | tallest building in from 1973 to 1976. Today, it is still the country's tallest residential building. |
| راين تور          |      | 138             | 34    | 1980 | Raderberggürtel, Marienburg | former headquarters of دويتشه فيله، since 2007 under renovation with the new name Rheintower Köln-Marienburg. |
| اوني-سنتا         |      | 133             | 45    | 1973 | Luxemburger Straße, Sülz    | |
| توفالو راينلاند   |      | 112             | 22    | 1974 | Am Grauen Stein, Poll       | |
| كوينت غاينبو      |      | 103             | 29    | 2006 | Ottoplatz 1, Deutz          | opposite to the cathedral with a 103 م (338 قدم) high viewing platform and a view of the cathedral over the Rhine; headquarters of the وكالة سلامة الطيران الأوروبية (EASA).                                                                        |
| هاكوليس-اخغوغهاوس |      | 102             | 31    | 1969 | Graeffstraße 1, Ehrenfeld   | |

## الصناعات الرئيسية في كولونيا

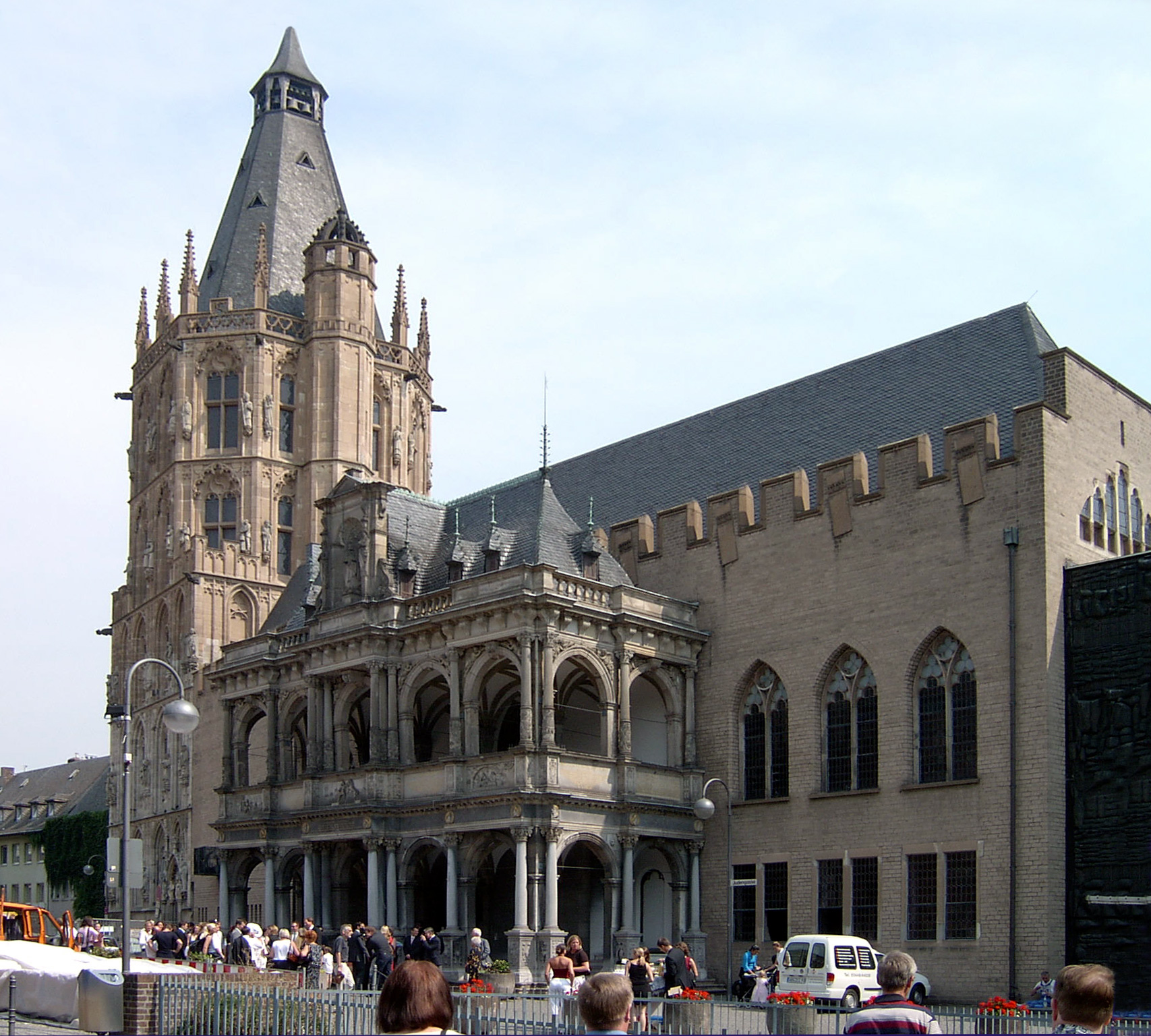
مبنى بلدية كولونيا

تشمل الصناعات الرئيسية في مدينة كولونيا الفولاذ، وإنتاج السيارات، والجعة، والمواد الكيميائية، والطاقة الكهربائية، والمولدات، والأدوية والبتروكيميائيات. كما أن العطر المعروف باسم كولونيا صنع أول الأمر في هذه المدينة، ومن ثم انتقل منها إلى بلدان أخرى. وكانت هذه المدينة ولزمن طويل مرفأ نهريا مهما ومركزًا للسكك الحديدية، كما أن بها مطارا حديرا كبيرا، وتعد أيضا مركزًا لأعمال التأمين في ألمانيا كلها.